# Thymaris maurus
Thymaris maurus là một loài tò vò trong họ Ichneumonidae.